# Tre salti in avanti
Tre salti in avanti (Three Jumps Ahead) è un film muto del 1923 scritto e diretto da John Ford che si firmò con il nome Jack Ford.

## Trama
Steve McLean e lo zio vengono catturati dai banditi e portati nel loro nascondiglio dove incontrano John Darrell, un uomo tenuto prigioniero dai fuorilegge già da due anni. Darrell riesce a fuggire e il capo della banda promette di liberare i McLean se Steve riporterà indietro il prigioniero. Seguendo l'uomo, Steve incontra e si innamora di Ann. Quando poi riporta Darrell dai banditi, scopre che Ann è sua figlia e, allora, progetta di andare a liberarlo.

## Produzione
Il film fu prodotto dalla Fox Film Corporation con il titolo di lavorazione The Hostage.
Venne girato in California, a Newhall e a Santa Clarita.

## Distribuzione
Distribuito dalla Fox Film Corporation, il film - presentato da William Fox - uscì nelle sale cinematografiche USA il 25 marzo 1923.
La pellicola viene considerata presumibilmente perduta.